# Zahnärztekammer
Zahnärztekammern sind die Selbstverwaltungen der Zahnärzte und als Körperschaft des öffentlichen Rechts (K. d. ö. R.) organisiert. Zahnärztekammern sind Berufsständische Körperschaften. Sie nehmen die ihnen auf der Grundlage landesrechtlicher Heilberufe-Kammergesetze übertragenen Aufgaben eigenverantwortlich wahr. Das jeweils zuständige Landesministerium übt die Rechtsaufsicht (jedoch nicht die Fachaufsicht) aus.
Die Mitgliedschaft ist für alle Zahnärzte in Deutschland zwingend. Die Mitgliedschaft ruht bei Ruhen der Approbation und bei Anordnung des Verbots, den ärztlichen Beruf auszuüben (§ 70 Strafgesetzbuch – StGB).

## Länderstruktur
Es existieren 17 Landeszahnärztekammern. Nordrhein-Westfalen ist dabei das einzige Bundesland mit zwei Kammerbezirken (Zahnärztekammer Westfalen-Lippe und Zahnärztekammer Nordrhein). In Baden-Württemberg bestehen vier Bezirkszahnärztekammern unter dem Dach der Landeszahnärztekammer BaWü, in Rheinland-Pfalz gibt es drei Bezirkszahnärztekammern unter der Landeszahnärztekammer und in Bayern gibt es acht Zahnärztliche Bezirksverbände unter dem Dach der Landeszahnärztekammer. Alle genannten sind  Körperschaften des öffentlichen Rechts. In denjenigen Bundesländern, in denen es diese Form der Unterorganisation gibt, sind die Zahnärzte jeweils Pflichtmitglieder dieser Unterorganisationen. Der Kammerbeitrag ist von Kammer zu Kammer unterschiedlich und liegt bei maximal 300 Euro im Quartal.

## Bundesstruktur
Die Landeszahnärztekammern haben sich in der Arbeitsgemeinschaft der Deutschen Zahnärztekammern („Bundeszahnärztekammer“) e. V. zusammengeschlossen, die jedoch keine K. d. ö. R., sondern ein eingetragener Verein ist.

## Aufgaben
Die beruflichen Belange der Kammermitglieder werden durch die Kammer wahrgenommen. Eine Zahnärztekammer bietet unter anderem Fortbildungsangebote für ihre Mitglieder und deren Mitarbeiterinnen an, sie sorgt für die berufsständische Altersversorgung durch Versorgungswerke, sie organisiert die Ausbildung der ZFA (Zahnmedizinische Fachangestellte, früher Zahnarzthelferin) und sie gibt eine Mitgliederzeitschrift heraus.

## Organisation
Die Zahnärztekammern bestehen aus dem Vorstand, der vom Präsidenten und ein oder zwei Vizepräsidenten geleitet wird. Das höchste Beschlussorgan ist die Delegiertenversammlung. Die Amtsperiode beträgt vier Jahre, wobei die Vier-Jahres-Periode in den einzelnen Kammern unterschiedlich beginnt. Die Delegierten zur Delegiertenversammlung werden alle vier Jahre von den Mitgliedern (allesamt Zahnärzte) in geheimen Wahlen gewählt.
Die Zahnärztekammern unterhalten jeweils eigene Verwaltungen.

## Aktuelle Entwicklung
Die Aufgabe einer berufsständischen Kammer, so auch der Zahnärztekammer ist es, neben der Erfüllung der ihnen zugewiesenen staatlichen Aufgaben auch als Interessenvertretung ihrer Mitglieder zu fungieren.